# Light Shop
Light Shop (koreanischer Originaltitel: 조명가게 Jo-myeong-ga-ge) ist eine südkoreanische Serie, basierend auf dem gleichnamigen Webtoon von Kang Full, der auch die Drehbücher zur Serienadaption verfasste. In Südkorea fand die Premiere der Serie am 4. Dezember 2024 als Original durch Disney+ via Star statt. Im deutschsprachigen Raum erfolgte die Erstveröffentlichung der Serie am selben Tag durch Disney+ via Star.
Light Shop wurde zum erfolgreichsten Serienstart unter den südkoreanischen Serien, die 2024 auf Disney+ veröffentlicht wurden, und sicherte sich im selben Jahr zudem den zweiten Platz unter den erfolgreichsten südkoreanischen Serienstarts auf dem Streamingdienst überhaupt, hinter der Serie Moving, die ebenfalls auf einem Webtoon von Kang Full basiert. Zudem spielen die Serien Light Shop und Moving im selben Serienuniversum und sind miteinander verknüpft.

## Handlung
Die Serie erzählt die Geschichten mehrerer Figuren, die unterschiedlicher nicht sein könnten, die aber alle eines eint: In ihren Vergangenheiten gibt es Dinge, mit denen sie nicht abschließen können. Und noch etwas verbindet sie miteinander: Ihre Schicksale führen sie alle in eine dunkle Gasse, in der sich ein geheimnisvoll anmutendes Lampengeschäft befindet, welches die Gasse erhellt. Dort treffen sie auf den nicht minder rätselhaften Besitzer des Lampengeschäfts, welcher der Schlüssel zur Vergangenheit, Gegenwart und Zukunft der Figuren zu sein scheint und um den sich noch mehr Geheimnisse ranken, als es auf den ersten Blick scheint, ebenso wie um die Figuren selbst.

## Besetzung und Synchronisation
Die deutschsprachige Synchronisation entstand nach den Dialogbüchern von Tanja Paidar sowie unter der Dialogregie von Mark Kuhn durch die Synchronfirma Iyuno Germany in München.
| Rolle                   | Schauspieler    | Synchronsprecher     |
| ----------------------- | --------------- | -------------------- |
| Jung Won-young          | Ju Ji-hoon      | Mike Carl            |
| Joo Hyun-ju             | Shin Eun-soo    | Patricia Strasburger |
| Kwon Young-ji           | Park Bo-young   | Ilena Gwisdalla      |
| Lee Ji-young            | Kim Seol-hyun   | Tatjana Pokorny      |
| Kim Hyun-min            | Eom Tae-goo     | Benjamin Hirt        |
| Yang Sung-sik           | Bae Seong-woo   | René Oltmanns        |
| Jung Yu-hui             | Lee Jung-eun    | Michèle Tichawsky    |
| Jung Yu-hui (jung)      | Shin Su-a       | Lara Wurmer          |
| Heo Ji-ung              | Kim Ki-hae      | Julian Manuel        |
| Oh Seung-won            | Park Hyuk-kwon  | Kevin Kasper         |
| Park Hye-won            | Kim Sun-hwa     | Stefanie Dischinger  |
| Yoon Sun-hae            | Kim Min-ha      | Zina Laus            |
| An Won-cheol            | Kim Ji-hoon     | Philipp Rafferty     |
| Dr. Hwang Seok-hui      | Lee Hwang-eui   | Marc Rosenberg       |
| Heo Jeong-won           | Lee Seung-yeon  | Franziska Ball       |
| Jang Hui-soo            | Go Youn-jung    | Constanze Buttmann   |
| Kang Byeong-jin         | Park Jung-pyo   | Maximilian Laprell   |
| Kim Eun-jeong           | Jeong Yu-jin    | Viviana Schmidt      |
| Kim Sang-hoon           | Kim Dae-myung   | Manuel Köhler        |
| Kim Seo-ryeong          | Lee Ja-ram      | Janina Dietz         |
| Kwak Min-su             | Kwon Oh-chul    | Tillbert Strahl      |
| Lee Min-ji              | Han Yun-ji      | Elisabeth von Koch   |
| Mun Yu-na               | Oh Hye-won      | Chiara Haurand       |
| Park Seon               | Yoo In          | Christine Stichler   |
| Park Seon-u             | Kang Seo-yeon   | Nicolle Gonsior      |
| Song Bu-yeong           | Shin Hye-ji     | Angelina Markiefka   |
| Song Ki-yeol            | Oh Hee-joon     | Benjamin Mereis      |
| Bo-bae                  | Kwon Young-eun  | Melanie Olbert       |
| Eu-ddeum                | Lee Ye-joo      | Lara Schmidt         |
| Ga-eul                  | Lee Ji-hyeon    | Jolanda Schulze      |
| Großmutter              | Byun Jung-hee   | Dorothea Anzinger    |
| Frau von Oh Seung-won   | Kim Jin-ok      | Melanie Manstein     |
| Frau von Yang Sung-sik  | Na Mi-hee       | Carolin Hartmann     |
| Mutter von Heo Ji-ung   | Cha Young-mi    | Simone Fulir         |
| Vater von Heo Ji-ung    | Kwak Yeong-seon | Armin Hägele         |
| Mutter von Kim Hyun-min | Kim Ro-sa       | Sonja Reichelt       |
| Vater von Kim Hyun-min  | Kim Yong-joon   | Gerhard Acktun       |
| Vater von Yoon Sun-hae  | Kim Dong-in     | Daniel Pietzuch      |
| Vater von Joo Hyun-ju   | Kim Kwang-sik   | Mark Kuhn            |

## Episodenliste
| Nr. | Deutscher Titel       | Originaltitel | Erstveröffentlichung (Südkorea) | Deutschsprachige Erstveröffentlichung (D/A/CH) |
| --- | --------------------- | ------------- | ------------------------------- | ---------------------------------------------- |
| 1   | Fremde                | 낯선 사람들   | 4. Dez. 2024                    | 4. Dez. 2024                                   |
| 2   | Die Tür               | 문            | 4. Dez. 2024                    | 4. Dez. 2024                                   |
| 3   | Der Polizist          | 형사          | 4. Dez. 2024                    | 4. Dez. 2024                                   |
| 4   | Außenseiter           | 외부인        | 4. Dez. 2024                    | 4. Dez. 2024                                   |
| 5   | Wiedersehen           | 재회          | 11. Dez. 2024                   | 11. Dez. 2024                                  |
| 6   | Dreitägige Beerdigung | 3일장         | 11. Dez. 2024                   | 11. Dez. 2024                                  |
| 7   | Jenseits              | 사후세계      | 18. Dez. 2024                   | 18. Dez. 2024                                  |
| 8   | Licht                 | 빛            | 18. Dez. 2024                   | 18. Dez. 2024                                  |